# Grewia decemovulata
Grewia decemovulata là một loài thực vật có hoa trong họ Cẩm quỳ. Loài này được Merxm. mô tả khoa học đầu tiên năm 1951.